# Supercopa Sudamericana 1988
 (avril 2016).
Si vous disposez d'ouvrages ou d'articles de référence ou si vous connaissez des sites web de qualité traitant du thème abordé ici, merci de compléter l'article en donnant les références utiles à sa vérifiabilité et en les liant à la section « Notes et références ».
Navigation
Édition suivante
La Supercopa Sudamericana 1988 est la première édition de la Supercopa Sudamericana, une compétition disputée entre 1988 et 1997 par tous les anciens vainqueurs de la Copa Libertadores. Elle a vu le sacre du club argentin du Racing Club de Avellaneda qui a battu les Brésiliens de Cruzeiro en finale. Toutes les rencontres se sont disputées en matchs aller et retour. 
À noter que seules deux des treize formations engagées ont également participé à la Copa Libertadores 1988 : le Club Nacional de Football et le Club Olimpia.

## Équipes engagées
- Peñarol - Vainqueur en 1960, 1961, 1966, 1982 et 1987.
- Santos FC - Vainqueur en 1962 et 1963
- CA Independiente - Vainqueur en 1964, 1965, 1972, 1973, 1974, 1975 et 1984.
- Racing Club de Avellaneda - Vainqueur en 1967
- Estudiantes de La Plata - Vainqueur en 1968, 1969 et 1970
- Club Nacional de Football - Vainqueur en 1971 et 1980
- Cruzeiro EC - Vainqueur en 1976
- CA Boca Juniors - Vainqueur en 1977 et 1978
- Club Olimpia - Vainqueur en 1979
- CR Flamengo - Vainqueur en 1981
- Grêmio Porto Alegre - Vainqueur en 1983
- Argentinos Juniors - Vainqueur en 1985
- CA River Plate - Vainqueur en 1986

## Premier tour
Le Nacional est exempt lors de ce premier tour et accède directement aux quarts de finale. Deux clubs d'un même pays ne peuvent pas se rencontrer à ce stade de la compétition.
| Équipe 1                  | Résultat | Équipe 2            | Aller | Retour |
| ------------------------- | -------- | ------------------- | ----- | ------ |
| CA Independiente          | 1 - 3    | Cruzeiro EC         | 1 - 2 | 0 - 1  |
| CA Peñarol                | 1 - 2    | Argentinos Juniors  | 1 - 0 | 0 - 2  |
| Estudiantes de la Plata   | 1 - 4    | CR Flamengo         | 1 - 1 | 0 - 3  |
| Club Olimpia              | 2 - 4    | CA River Plate      | 2 - 0 | 0 - 4  |
| Boca Juniors              | 1 - 2    | Grêmio Porto Alegre | 1 - 0 | 0 - 2  |
| Racing Club de Avellaneda | 2 - 0    | Santos FC           | 2 - 0 | 0 - 0  |

## Quarts de finale
Le Racing Club de Avellaneda est exempt lors de ce tour et accède directement aux demi-finales.
| Équipe 1                  | Résultat | Équipe 2           | Aller | Retour |
| ------------------------- | -------- | ------------------ | ----- | ------ |
| Cruzeiro EC               | 2 - 0    | Argentinos Juniors | 1 - 0 | 1 - 0  |
| Club Nacional de Football | 5 - 0    | CR Flamengo        | 3 - 0 | 2 - 0  |
| Grêmio Porto Alegre       | 2 - 4    | CA River Plate     | 1 - 1 | 1 - 3  |

## Demi-finales
| Équipe 1                  | Résultat | Équipe 2       | Aller | Retour |
| ------------------------- | -------- | -------------- | ----- | ------ |
| Racing Club de Avellaneda | 3 - 2    | CA River Plate | 3 - 2 | 0 - 1  |
| Club Nacional de Football | 3 - 3e   | Cruzeiro EC    | 3 - 2 | 0 - 1  |

## Finale
- Matchs disputés les 13 et 18 juillet 1988.

| Équipe 1                  | Résultat | Équipe 2    | Aller | Retour |
| ------------------------- | -------- | ----------- | ----- | ------ |
| Racing Club de Avellaneda | 3 - 2    | Cruzeiro EC | 2 - 1 | 1 - 1  |